# Clastoptera theobromae
Clastoptera theobromae is een halfvleugelig insect uit de familie Clastopteridae. De wetenschappelijke naam van deze soort is voor het eerst geldig gepubliceerd in 1923 door Williams.